# Shahnameh

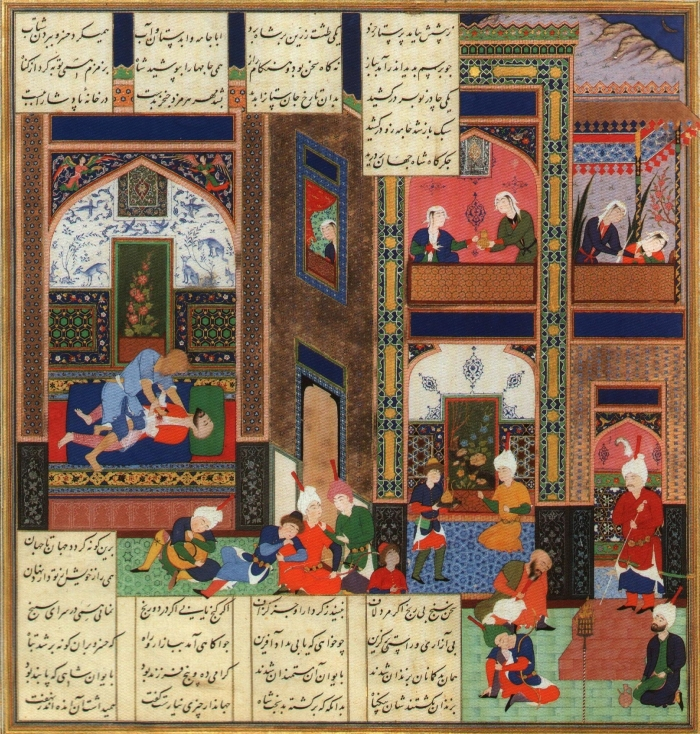
Mordet på Khosrau II i ett manuskript från mogulernas Indien (1535)

Shahname (persiska:شاهنامه, "Kungaboken", är ett enormt poetiskt epos skrivet av den persiske poeten Ferdousi omkring 1000-talet. Eposet räknas som Stor-Irans, och hela den persisktalande världens, nationalepos. Ferdousi författade verket under 40 år i slutet av 900-talet och början av 1000-talet, och består av omkring 60 000 verser. Han slutförde verket när Persiens politiska självständighet hade kompromissats. Detta gör verket till den längsta dikt som författats av samma författare. Det är författat på persiska med endast ett litet antal utländska lånord och har haft och har ännu en central betydelse för det persiska språkets renässans efter den islamiska erövringen och efterföljande influenser på det arabiska språket. 
Det omfångsrika verket lyfter fram persisk mytologi, historia, traditioner och religion vilket spelar en stor roll för den iranska nationella medvetenheten. Det zoroastriska innehållet gör det viktigt för dagens kvarvarande 200 000 zoroastrier, då verket visar religionens historia från dess början till den sista zoroastriska kungens nederlag.
Verket utgår från en mytisk urtid och skildrar tiden från världsskapelsen, via de första persiska förhistoriska kungarnas liv över de akemenidiska, seleukidiska, parthiska och sassanidiska dynastierna fram till tiden för den arabiska invasionen (hojum-e tâziyân) under 600-talet. 
Huvudhjälten i eposet är Rustam, son till Zal och Rudabeh. Shahname är en outsinlig källa för iransk patriotism och en berömd vers av Ferdousi som berättar om hans kärlek för fosterlandet lyder: 
| ”                | Jag har lidit under dessa trettio år men jag återupplivade perserna med detta persiska språk! | „ |
| – [källa behövs] |                                                                                               |   |

## Svenska översättningar
- Shāh-Nāmah: I-V (scripsit Abū’l Qāsim Firdausi, edidit Joannes Augustus Vullers ; reddidit [översättning] Axel Eric Hermelin, Lund, 1931)
- Fem berättelser ur Shahname, det iranska nationaleposet (översatt och återberättad på prosa av Anja Malmberg och Namdar Nasser, nordienT, 2006)